# Callidium texanum
Callidium texanum är en skalbaggsart som beskrevs av Schaeffer 1917. Callidium texanum ingår i släktet Callidium och familjen långhorningar. Inga underarter finns listade.